# Jeszenszky Károly (lapkiadó)

Tábori lelkészként az első világháborúban.

Kisjeszeni Jeszenszky Károly Sándor (Lucfalva, 1887. május 16. – Salgótarján, 1923. április 14.) evangélikus lelkész, tábori lelkész, városi képviselőtestületi tag, a Madách Imre Irodalmi Társaság tagja, a „Mátravidék” című lap tulajdonosa és főszerkesztője.
A Turóc vármegyei kisjeszeni Jeszenszky család sarja. Édesapja kasznár (gazdatiszt) volt a Prónay család Nógrád vármegyei birtokain. Három lánytestvére: Hilda (1889, óvónő), Margit ˙(1893, tanítónő) és Ilona (1898, óvónő). Elemi iskolát magánúton végezte. Középiskolai tanulmányait a selmecbányai Evangélikus Főgimnáziumban végezte. 1905-ben kitűnő eredménnyel érettségizett. Teológiai tanulmányait Pozsonyban és Jénában végezte. Ezután segédlelkészként egy évet Szentesen szolgált, majd 1912-től haláláig salgótarjáni lelkész.
Közben az első világháborúban – először mint tartalékos evangélikus segédlelkész, majd mint tábori lelkész – a magyar királyi besztercebányai 16. honvéd gyalogezred állományában szolgált a keleti fronton (1915-1918): Bielitzben, Rzeszówban Lublinban és Cholmban. Magyar, szlovák, német nyelven prédikált, és a járványkórház betegeinek lelki gondozását végezte. Helytállásáért kétszer tüntették ki. Megkapta az Érdemkereszt lelkészek számára II. osztály fehér-vörös szalagon (1916), és a Koronás Arany Érdemkereszt hadiszalagon (1918) kitüntetést.

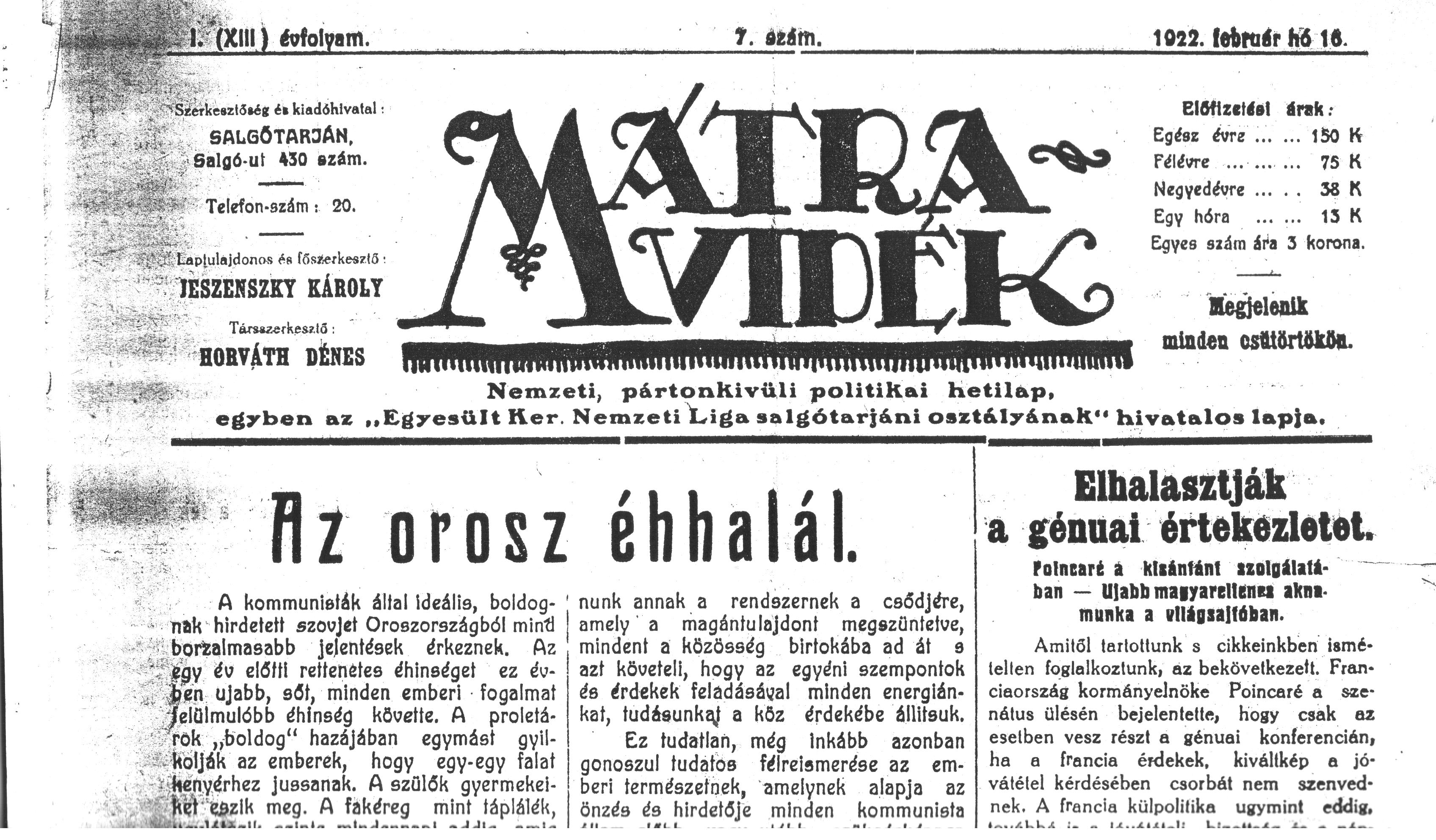
A Mátravidék című hetilap címlapja.

1920-ban beválasztották a Salgótarján várossá alakulását előkészítő képviselő-testületbe. Tagja volt a Madách Imre Irodalmi Társaság is.
1922-ben Salgótarjánban politikai hetilapot indított „Mátravidék” címmel, melynek haláláig tulajdonosa és főszerkesztője is volt.